# Mahdi Droueche
Abdel-Mahdi Droueche (en arabe : عبد المهدي درواش) est un footballeur algérien né le 20 mai 1995 à Alger. Il évolue au poste d'allier gauche au CR Témouchent.

## Biographie
Il évolue en première division algérienne avec les clubs du Paradou AC, du CA Bordj Bou Arreridj et la JS Saoura.

## Palmarès
Paradou AC
- Championnat d'Algérie D2 (1) :
  - Champion : 2016-17.